# Robin Ward (Sängerin)
Robin Ward (* 1941 als Jacqueline McDonnell auf Hawaii, USA) ist eine Solo- und Studiosängerin, die hauptsächlich in den 1960er und 1970er Jahren in der Popmusik aktiv war.

## Künstlerische Laufbahn
Jacqueline McDonnell wurde zwar auf Hawaii als Tochter eines US-Navy-Angehörigen geboren, wuchs aber in einer Kleinstadt in Nebraska auf. Ihre Familie war musikalisch eingestellt, noch im Schulalter bildete Jacqueline mit ihren beiden älteren Schwestern das Trio The McDonnell Sisters. Nachdem die Mädchen einen US-weiten Radio-Talentwettbewerb gewonnen hatten, zog die Familie nach Los Angeles, um den Töchtern eine musikalische Karriere zu ermöglichen. In Kalifornien besuchte Jacqueline die Highschool, daneben sang sie mit ihren Schwestern von 1954 bis 1958 populäre Songs in der Musiksendung Bandstand Revue beim Fernsehsender KTLA. Nachdem sich ihre Schwestern aus der Musikszene zurückgezogen hatten, begann Jacqueline als Studiosängerin zu arbeiten. Nebenher erweiterte sie ihre theoretischen Kenntnisse durch ein Musikstudium. Als Studiosängerin besang sie vorwiegend Demobänder für Sänger und Songwriter, die sich bei den Plattenfirmen bewerben wollten. Ihre Stimme ist auch bei Pat Boones 1962er Erfolgssong Speedy Gonzales zu hören, bei dem sie die kurzen Refraineinschübe sang. Nach Jacquelines Heirat mit dem Notenschreiber Ward und der Geburt ihrer Tochter Robin unterbrach Jacqueline für kurze Zeit ihre Karriere.
Während ihrer Tätigkeit als Studiosängerin hatte sie mehrfach mit dem Komponisten Perry Botkin Jr. zusammengearbeitet. 1963 bat er sie, für ihn eine Demoversion seines Songs Wonderful Summer aufzunehmen. Nach der Fertigstellung wurde beschlossen, Wards Version der Plattenfirma Dot Records anzubieten. Diese erklärte sich bereit, die Ward-Version auf einer Single zu veröffentlichen. Jacqueline Ward fand jedoch, dass ihre jugendliche Stimme nicht zu ihrem Vornamen passen würde, deshalb nahm sie den Künstlernamen Robin Ward an. Robin war der Vorname ihrer Tochter. Die Single mit dem Titel Wonderful Summer wurde im September 1963 von Dot veröffentlicht und erschien bereits zwei Monate später in den Hot 100 des Musikmagazins Billbord. Der Titel hielt sich zehn Wochen in den Charts und erreichte mit dem 14. Platz seine beste Notierung. Auf dem Plattenmarkt wurde Wonderful Summer zu einem Millionenerfolg. Dem Single-Erfolg folgte eine Langspielplatte unter dem gleichen Titel sowie 1964 weitere vier Singles, die allesamt ohne größere Resonanz blieben. Danach gab Ward ihre kurze Schallplattenkarriere auf.
Sie arbeitete unter ihrem bürgerlichen Namen Jackie Ward weiter als Studiosängerin und kam mit Sängergrößen wie Pat Boone, Jimmie Rodgers, Frank Sinatra und Nat King Cole zusammen. Ferner war sie in den 1970er- und frühen 1980er-Jahren ständiges Mitglied der Ray Conniff Singers mit zahlreichen Solos auf dessen Alben. Zunehmend wurde sie auch beim Fernsehen beschäftigt, so gehörte sie zum festen Stamm der Musiker in den Fernsehshows Red Skelton Show, Danny Kaye Show und Carol Burnett Show. In zahlreichen Fernsehproduktionen verlieh sie den Titelsongs ihre Stimme, so bei Flipper, Batman oder Star Trek. In den 1970er Jahren gehörte sie zum Background-Chor der Fernsehserie Die Partridge Familie. Außerdem war ihre Stimme in vielen Werbefilmen zu hören. Vielen Schauspielern verlieh sie in Gesangsszenen bei Kinofilmen ihre Stimme, sie synchronisierte unter anderem Natalie Wood in den Filmen Das große Rennen rund um die Welt und Verdammte, süße Welt oder Janet Leigh in Mord aus zweiter Hand. In späteren Jahren arbeitete Jackie Ward als Vorsitzende des Direktoriums der Schauspielergewerkschaft AFTRA.

## Hinweis
1962 veröffentlichte eine Sängerin ebenfalls Schallplatten unter dem Namen Robin Ward. Bei ihr handelt es sich jedoch um die am 25. August 1945 in Brewster (New York) geborene Person.

## US-Diskografie
| A/B-Seite                                                                      | Katalog-Nr. | veröffentl. |
| ------------------------------------------------------------------------------ | ----------- | ----------- |
|                                                                                | Dot         |             |
| Wonderful Summer / Dream Boy                                                   | 16530       | 9/1963      |
| Winter’s Here / Bobby                                                          | 16578       | 1/1964      |
| Big Buildin’ / Why Don’t They Understand (mit Wink Martindale)                 | 16597       | 3/1964      |
| Johnny Come and Get Me / Where the Blue 0f the Night Meets The Gold of the Day | 16599       | 3/1964      |
| In His Car / Wishing                                                           | 16624       | 5/1964      |

| Wonderful Summer Dot 3555, 1963 |
| Tracks: A: 1 Wonderful Summer, 2 Moon River, 3 I Could Have Danced All Night, 4 Dream Boy, 5 Johnny Come and Get Me, 6 Why Don’t You Believe Me / B: 1 I Will Love You, 2 My Foolish Heart, 3 Teach Me Tonight, 4 For all We Know, 5 Today I Fell in Love, 6 Where the Blue of The Night Meets the Gold of the Day |